# Nærøya (Øksnes)

Nærøya  est une île de la commune de Øksnes , en mer de Norvège dans le comté de Nordland en Norvège.

## Description
L'île de 4,8 km2 fait partie de l'archipel des Vesterålen. Dans le passé, il y avait beaucoup d'activité sur l'île, mais aujourd'hui, il reste peu de résidents permanents. Les trois fermes cadastrales de Nærøya sont Nærøya, Finnvågan et Bakken.
L'endroit le plus important de Nærøya est Finnvågan (Finvåg) qui a été un pensionnat pendant plus de 100 ans à partir de 1868, et aussi une église. Dans les années 1970, le lieu et l'île ont été libérés, mais depuis, il y a eu une nouvelle activité. L'école a été restaurée à partir de 1989 et en 1994, elle est utilisée comme maison d'hôtes.

## Galerie

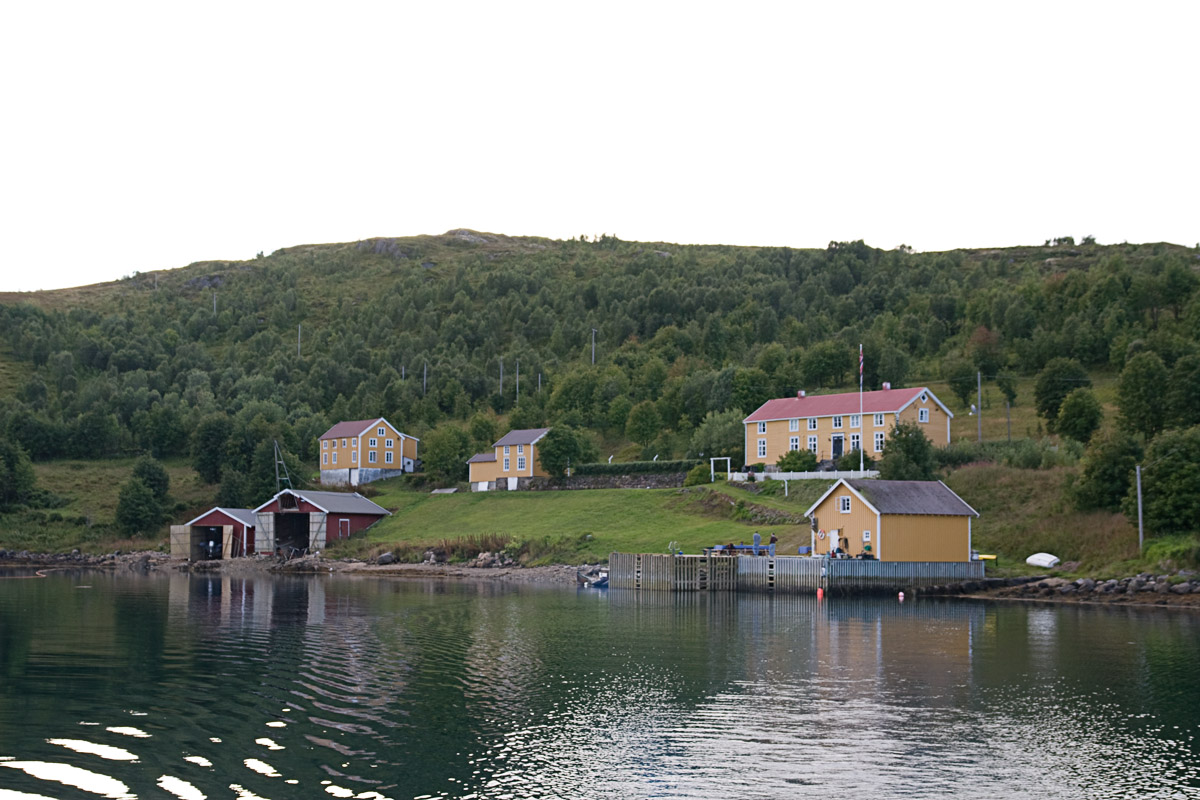
Finnvågan